# Born and Raised in Compton: The Greatest Hits
Albums de DJ Quik
Greatest Hits: Live at the House of Blues
(2006) BlaQKout
(2009)
Born and Raised in Compton: The Greatest Hits est une compilation de DJ Quik, sortie le 6 juin 2006.

## Liste des titres
| No  | Titre                                                   | Album original    | Durée |
| --- | ------------------------------------------------------- | ----------------- | ----- |
| 1.  | Born and Raised in Compton                              | Quik Is the Name  | 3:27  |
| 2.  | Quik Is the Name                                        | Quik Is the Name  | 2:49  |
| 3.  | Tonite                                                  | Quik Is the Name  | 5:25  |
| 4.  | Loked Out Hood                                          | Quik Is the Name  | 2:51  |
| 5.  | Way 2 Fonky                                             | Way 2 Fonky       | 3:23  |
| 6.  | Jus Lyke Compton                                        | Way 2 Fonky       | 4:12  |
| 7.  | Dollaz + Sense                                          | Safe + Sound      | 5:54  |
| 8.  | Summer Breeze                                           | Safe + Sound      | 4:34  |
| 9.  | Hand in Hand (featuring 2nd II None et El DeBarge)      | Rhythm-al-ism     | 4:20  |
| 10. | Down, Down, Down (featuring AMG, Mausberg et Suga Free) | Rhythm-al-ism     | 4:45  |
| 11. | You'z a Ganxta                                          | Rhythm-al-ism     | 4:23  |
| 12. | Pitch in Ona Party                                      | Balance & Options | 4:08  |
| 13. | U Ain't Fresh! (featuring Erick Sermon et Kam)          | Balance & Options | 3:56  |
| 14. | Do I Love Her? (featuring Suga Free)                    | Balance & Options | 4:12  |